# Piet Bessem
Pieter Jan Frans (Piet) Bessem (Mechelen, 8 april 1892 - 2 november 1964) was een Belgisch bestuurder.

## Levensloop
Bessem doorliep zijn secundair onderwijs aan het Atheneum van Mechelen. Tijdens de Eerste Wereldoorlog werd hij krijgsgevangen genomen en overgebracht naar Götingen. Hij was activist en werd daarvoor veroordeeld. Na de oorlog bleef hij in Duitsland alwaar hij aan de Universiteit van Göttingen in 1923 afstudeerde als doctor in de Rechts- und Staatswissenschaften.
In 1930 kwam Bessem in dienst van het Vlaams Economisch Verbond (VEV) als onderdirecteur van het secretariaat en vanaf 1935 als algemeen secretaris. Tijdens de Tweede Wereldoorlog was hij actief als informant voor de Dienststelle Hellwig. Tevens was hij actief binnen het Vlaamsch Nationaal Verbond (VNV). In 1945 werd hij door het VEV ontslagen.